# Gulgrå vassfransmal
Gulgrå vassfransmal (Cosmopterix lienigiella) är en fjärilsart som beskrevs av Friederike Lienig och Philipp Christoph Zeller 1846. Gulgrå vassfransmal ingår i släktet Cosmopterix, och familjen fransmalar. Arten är reproducerande i Sverige.

## Bildgalleri

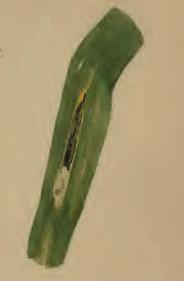
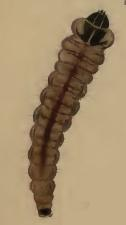